# Batchimeg Tuvshintugs
Batchimeg Tuvshintugs est une joueuse d'échecs mongole née le 3 mai 1986. Maître international depuis 2014, elle a remporté deux fois le championnat de Mongolie (en 2011 et 2016).
Elle a représenté la Mongolie lors des olympiades féminines de 2002 (au troisième échiquier), 2012, 2014 et 2016 (au deuxième échiquier),.
Au 1er février 2018, elle est la deuxième joueuse mongole et la 68e joueuse mondiale avec un classement Elo de 2 398 points.
Elle a participé aux grands Prix FIDE féminins de 2013-2014 et réussit à battre la championne du monde Hou Yifan lors du premier tournoi à Genève en mai 2013.